# Serena Ivaldi
Pour les articles homonymes, voir Ivaldi.
Serena Ivaldi est une chercheuse en robotique, spécialiste de l'interaction humains-robots.

## Biographie
Née en Italie, s'intéresse aux robots en lisant les livres de Isaac Asimov, un choix qu'elle conforte lors de son parcours par les interactions avec ses collègues. 
Serena Ivaldi obtient un master en automatique et robotique à l’université de Gênes, puis effectue son doctorat au laboratoire Robotics, Brain and Cognitive Science Lab de l'Istituto italiano di tecnologia (it). 
En 2011, elle quitte l'Italie démarre un premier post-doc à l'Institut des systèmes intelligents et de robotique (université Pierre-et-Marie-Curie). 
En mai 2014, elle rejoint le groupe IAS de l'université de technologie de Darmstadt pour un second post-doc au sein du projet CoDyCo. En novembre 2014, elle devient chargée de recherche à l'Institut national de recherche en informatique et en automatique Nancy-Grand-Est,. Elle rejoint alors le projet LARSEN, comme spécialiste de l'interaction humains-robots. Elle participe aux projets européens HEAP et H2020 « AnDy ».
Lors de la Pandémie de Covid-19 en France, fin mars 2020 elle co-créé avec Nicla Settembre (Centre Hospitalier Régional et Universitaire de Nancy, INSERM et université de Lorraine) le projet Exo Turn, destiné à valider l'utilisation d'un exosquelette pour retourner les patients en réanimation (Décubitus Ventral). Des exosquelettes Leaevo sont utilisés et testés par 60 soignants de l’hôpital virtuel de Lorraine, et des expérimentations se poursuivent pour d'autres applications hospitalières. Il s'agit de la première utilisation connue d'exo-squelettes dans un service de réanimation hospitalière. 
Depuis le 8 mars 2021, elle est co-rédactrice en chef du International Journal of Social Robotics. 